# 吕端
呂端（935年—1000年），字易直，幽州安次縣人，北宋時期大臣。

## 生平
入宋，歷知成都府、知蔡州。
有人认为吕端为人糊涂。宋太宗曰：“端小事糊涂，大事不糊涂”。故历史上有“吕端大事不糊涂”之誉。至道元年（995年），呂端继吕蒙正为相。
宋太宗去世后，内侍王继恩密谋废掉太子赵元侃，另立君王。吕端发觉王继恩的阴谋后制止事态的发展，奉太子即位，于是王继恩被贬逐。咸平元年（998年）以久病免相。咸平三年（1000年），吕端以六十六岁而病卒，赠司空，谥正惠。

## 家族
祖父呂兗曾在義昌軍節度使劉守文下任節度判官。父親呂琦在後晉官至兵部侍郎。其兄呂餘慶，後晉時以蔭補官。
女儿（995年—1014年九月），嫁天水郡公赵允成，无子女

## 延伸阅读
[在维基数据编辑]
 《宋史·卷281》，出自脱脱《宋史》